# Comitato Olimpico Ghanese
Il Comitato Olimpico Ghanese (Ghana Olympic Committee in inglese) è un'organizzazione sportiva ghanese, nata nel 1952 a Accra, Ghana.
Rappresenta questa nazione presso il Comitato Olimpico Internazionale (CIO) dal 1952 ed ha lo scopo di curare l'organizzazione ed il potenziamento dello sport in Ghana e, in particolare, la preparazione degli atleti ghanesi, per consentire loro la partecipazione ai Giochi olimpici. L'organizzazione è, inoltre, membro dell'Associazione dei Comitati Olimpici Nazionali d'Africa.
L'attuale presidente dell'associazione è Ben Nunoo Mensah, mentre la carica di segretario generale è occupata da Richard Akpokavie.